# Blake Stone: Aliens of Gold
Blake Stone: Aliens of Gold — компьютерная игра в жанре шутера от первого лица на движке Wolfenstein 3D, разработанная JAM Productions и изданная Apogee Software. Выпущена 3 декабря 1993 года для операционной системы DOS. Сюжет игры повествует об агенте британской разведки, которому предстоит остановить злого учёного, создавшего армию мутантов с целью завоевания Земли.
Игра получила смешанные отзывы. Критика сосредоточилась на сравнении Blake Stone с двумя другими играми — Wolfenstein 3D и Doom. Игровые обзорщики отмечали визуальные преимущества игры по сравнению с первой, но критиковали устарелость игры в сравнении со второй.
У игры было продолжение — в 1994 году вышел сиквел под названием Blake Stone: Planet Strike.

## Сюжет
Главный герой игры — Роберт Уиллс Стоун III, он же Блейк Стоун, после службы на Королевском флоте перешёл в британскую разведку. Его задание состоит в том, чтобы выяснить, что происходит в Звёздном институте доктора Пайруса Голдфайра, нашедшего способ копирования золота. Имея неограниченный бюджет, злой учёный создаёт армию мутантов, с помощью которой он намеревается вести войну против Земли и завоевать её. Блейк Стоун должен его остановить.

## Игровой процесс
Blake Stone представляет собой шутер от первого лица для операционной системы DOS. Управление возможно при помощи мыши, клавиатуры или джойстика. Игра состоит из 6 миссий, каждая из которых содержит 11 уровней (включая 2 секретных; всего 66 уровней). Из-за ограничений используемого движка все уровни являются плоскими, а стены ортогональными. Игрок может находить боеприпасы, аптечки, еду и оружие. На уровнях присутствуют автоматы с едой, которыми может воспользоваться игрок при наличии у него жетонов, а также переключаемые барьеры. Некоторые двери в игре являются односторонними. Уровни содержат скрытые зоны, которые игрок может обнаружить путём толкания стен. Перемещение по уровням осуществляется при помощи лифта. Для перехода на следующий уровень необходимо найти специальную ключ-карту. У игрока также есть возможность вернуться на предыдущие уровни.
В игре имеются 5 видов оружия: два однозарядных пистолета, два автомата и гранатомёт. Соперники в игре представлены солдатами, учёными, дронами, турелями и монстрами, а также самим доктором Голдфайром. Некоторые из учёных являются дружественно настроенными к игроку информаторами.
Для каждого уровня и миссии игра подсчитывает общий рейтинг игрока. Он зависит от количества заработанных очков, оставшихся в живых информаторов и убитых противников.

## Разработка и выпуск
Игру разработала компания JAM Productions, состоявшая из Майка Майнарда, Джимми Роу и Джерри Джонса. Игра была основана на движке Wolfenstein 3D, однако имела ряд отличий от оригинальной игры. Так, Blake Stone стала первой игрой на данном движке, в которой имелись текстуры потолков. Эта особенность была добавлена Марком Доччерманом, программистом компании-издателя Apogee Software. Ещё одним новшеством стало наличие в игре дружественных NPC, с которыми игрок мог взаимодействовать. Также в игру была добавлена автокарта, которая заполняется по мере прохождения уровня игроком.
Имя протагониста игры, — Блейк Стоун, придумали Майк Майнард и Джимми Роу. По словам Роу, они знали, что имя для супергероя, состоящее из двух коротких слов, всегда было оптимальным маркетинговым решением, и выбрали такое имя по образцу популярных в то время английских фильмов про секретных агентов. Главного антагониста игры, доктора Голдфайра, изначально звали доктор Голдстерн, однако, по словам Майнарда, его имя пришлось сменить, поскольку один человек прислал электронное письмо компании Apogee с жалобой на то, что данное имя выставляет евреев злыми.
Условно-бесплатная версия игры содержала только один эпизод. Полная версия игры включала в себя все шесть миссий, инструкцию по игре, руководство с подсказками и секретами, чит-код, новую графику, а также комикс.
В 1994 году вышло продолжение игры под названием Blake Stone: Planet Strike.

## Оценки и мнения
| Иноязычные издания              | Иноязычные издания |
| Издание                         | Оценка             |
| ------------------------------- | ------------------ |
| AllGame                         | [ 3 ]              |
| PC Zone                         | [ 2 ]              |
| Electronic Entertainment        | 8/10               |
| Hyper                           | 73 %/100 %         |
| Награды                         |                    |
| Издание                         | Награда            |
| Software Publishers Association | Codie award        |

Британский журнал PC Zone написал, что Blake Stone графически уступает игре Doom, но имеет более богатый игровой процесс. Журнал отметил, что игра сочетает в себе стратегический элемент вкупе с быстрым действием в духе Wolfenstein. Журнал присвоил игре оценку 5/5.
Чак Миллер в обзоре для американского журнала Computer Gaming World написал, что хотя Blake Stone уступает в общем качестве Doom’у, тем не менее, является высококачественной игрой от первого лица. В обзоре говорилось, что в визуальном и звуковом плане игра «ощущается примерно как Wolfenstein 3-D», но имеет более яркие цвета и улучшенную детализацию.
Питер Олафсон в обзоре для американского журнала Electronic Entertainment отметил графические, звуковые и геймплейные улучшения игры в сравнении с Wolfenstein 3D. Обзорщик заключил, что Blake Stone «может и не является классикой сам по себе, но является достойным преемником классики». Журнал присвоил игре оценку 8/10.
Бен Мэнсилл в обзоре для австралийского журнала Hyper раскритиковал игру, отметив, что движок игры существенно ограничен по сравнению с Doom. Мэнсилл назвал игру всего лишь «вариацией на тему» Wolfenstein, что не является улучшением по сравнению с другими многочисленными играми на этом движке. Выпуск Blake Stone одновременно со значительно превосходящим, но концептуально идентичным Doom’ом он назвал одним из «самых неумелых маркетинговых решений всех времён». В заключение обзорщик посоветовал покупать Blake Stone в том случае, если игрок полностью устал от Doom и «хочет большего, но готов к меньшему». Журнал присвоил игре рейтинг 73% из 100%.
Редактор сайта AllGame Коллин Уильямсон также подверг игру критике, назвав её Wolfenstein’ом 3D «на стероидах с футуристичным уклоном». Он написал, что мутанты в игре выглядят «больше глупыми нежели пугающими», а саундтрек в игре «стандартный». Обзорщик отметил улучшение искусственного интеллекта в сравнении с Wolfenstein 3D, но назвал Blake Stone «скучной игрой с множеством бессмысленного насилия и бедным геймплеем», посоветовав поиграть в Doom или Quake. Сайт присвоил игре оценку 2/5.